# Sixième circonscription du Nord de 1852 à 1863
La sixième circonscription du Nord était l'une des 8 circonscriptions législatives françaises que comptait le département du Nord pendant les onze premières années du Second Empire.

## Description géographique et démographique
La sixième circonscription du Nord était située à la périphérie de l'agglomération douaisienne. Ceinturé entre le Pas-de-Calais, les arrondissements de Lille,  Valenciennes et de Cambrai, la circonscription est centrée autour de la ville de Douai.
Elle regroupait les divisions administratives suivantes : Canton d'Arleux ; Canton de Douai-Nord ; Canton de Douai-Sud ; Canton de Douai-Ouest  ; Canton de Marchiennes et le Canton d'Orchies.
Lors du recensement général de la population en 1851 à la suite du décret du 1er février de cette année, la population totale de cette circonscription est estimée à 101 100 habitants.

## Historique des députations
| Législature     | Début de mandat | Fin de mandat    | Député élu      | Parti politique     | Observations |
| --------------- | --------------- | ---------------- | --------------- | ------------------- | ------------ |
| Ire législature | 29 février 1852 | 27 novembre 1857 | Emmanuel Choque | Majorité dynastique |              |
| 2e législature  | 21 juin 1857    | 4 novembre 1863  | Emmanuel Choque | Majorité dynastique |              |